# Estación de Amado Granell-Montolivet
Amado Granell-Montolivet es una parada tranviaria subterránea perteneciente a la red de Metrovalencia y está ubicada en la Avenida de Amado Granell Mesado. Fue inaugurada el 17 de mayo de 2022 junto con la línea 10 de metro.

## Accesos
La estación posee dos accesos, ambos ubicados en la Avenida de Amado Granell Mesado. También posee ascensores y está adaptada a discapacidad física, visual y auditiva.